# Cmentarz prawosławny w Biszczy
Cmentarz prawosławny w Biszczy – czynna nekropolia prawosławna w Biszczy, założona przed 1830 jako unicka, przemianowana po 1875 na prawosławną.

## Historia i opis
Dokładna data powstania cmentarza nie jest znana. Z pewnością istniał on już przed r. 1830, mógł powstać w 1819, gdy generalny remont przechodziła miejscowa cerkiew parafialna – wtedy też mógł zostać zlikwidowany dotychczasowy cmentarz w jej sąsiedztwie. W 1875, wskutek likwidacji unickiej diecezji chełmskiej, parafia biszczańska razem z cmentarzem została przemianowana na prawosławną. Cmentarz pozostały czynny także po tym, gdy cerkiew w miejscowości została odebrana prawosławnym i zaadaptowana na kościół rzymskokatolicki. Nekropolią opiekuje się parafia prawosławna w Tarnogrodzie.
Cmentarz zajmuje teren czworoboku o powierzchni 0,9 ha. Być może był pierwotnie dzielony na kwatery, obecnie jednak układ ten jest nieczytelny. Groby usytuowane są w rzędach i w większości skierowane w kierunki wschodnim. Starodrzew porastający dawniej nekropolię został wycięty jeszcze przed 1992, na cmentarzu pozostały jedynie pojedyncze robinie i wiązy. 
Na początku lat 90. XX wieku na terenie cmentarza znajdowało się 8 nagrobków XIX-wiecznych i cztery sprzed II wojny światowej. Mają one postać krzyży prawosławnych lub łacińskich na prostopadłościennych postumentach zdobionymi trójkątnymi lub półkolistymi tympanonami, wielostopniowymi gzymsami uskokowymi, gzymsami z jońskim kimationem lub z nadstawami w kształcie słupów. Najstarszy nagrobek z możliwą do odczytania inskrypcją pochodzi jeszcze z czasów unickich – z 1860. Na nowych grobach znajdują się pomniki z lastryko oraz krzyże metalowe. Inskrypcje na nagrobkach wykonane zostały w języku cerkiewnosłowiańskim lub polskim.

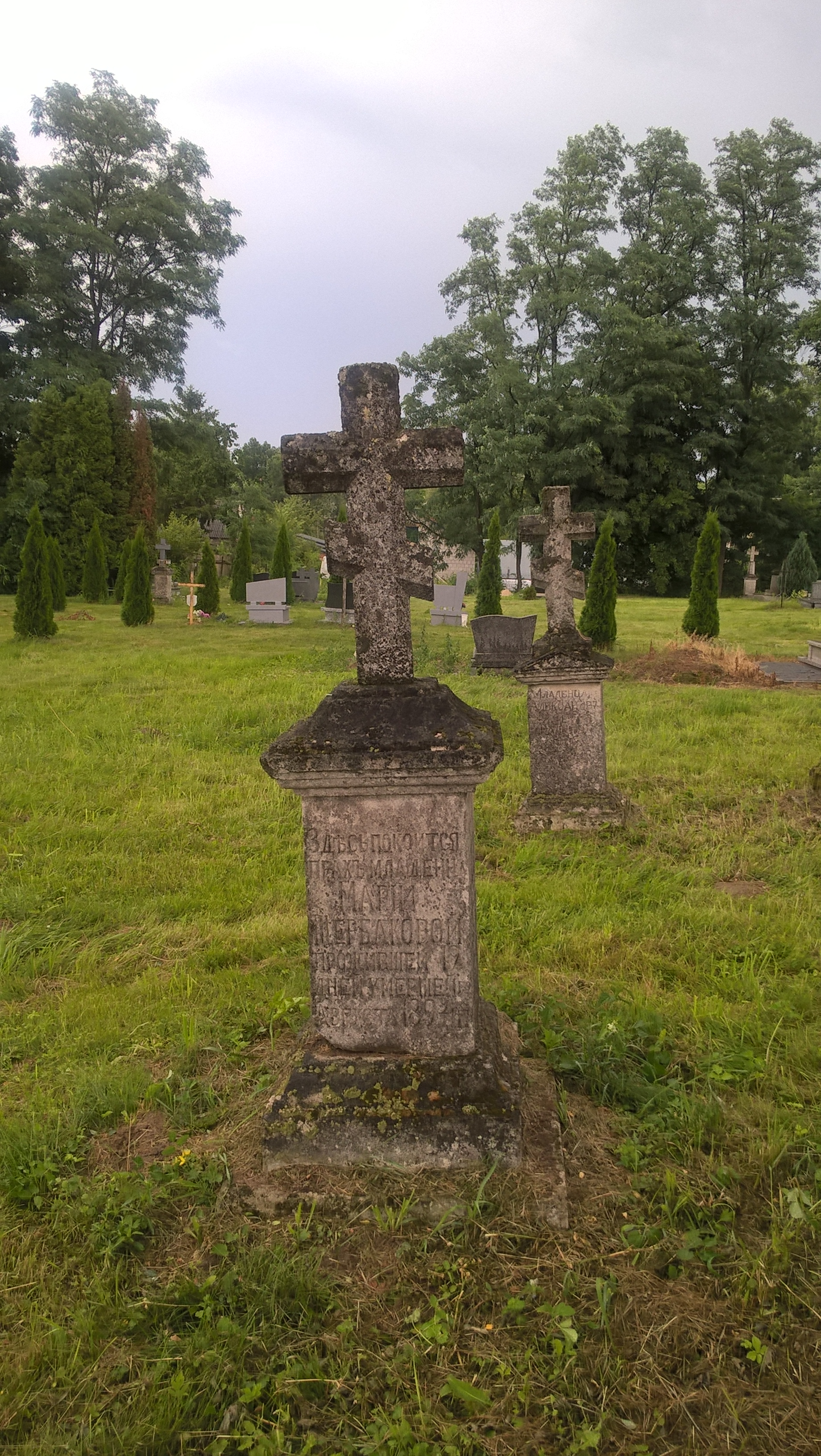
Nagrobki z k. XIX w.
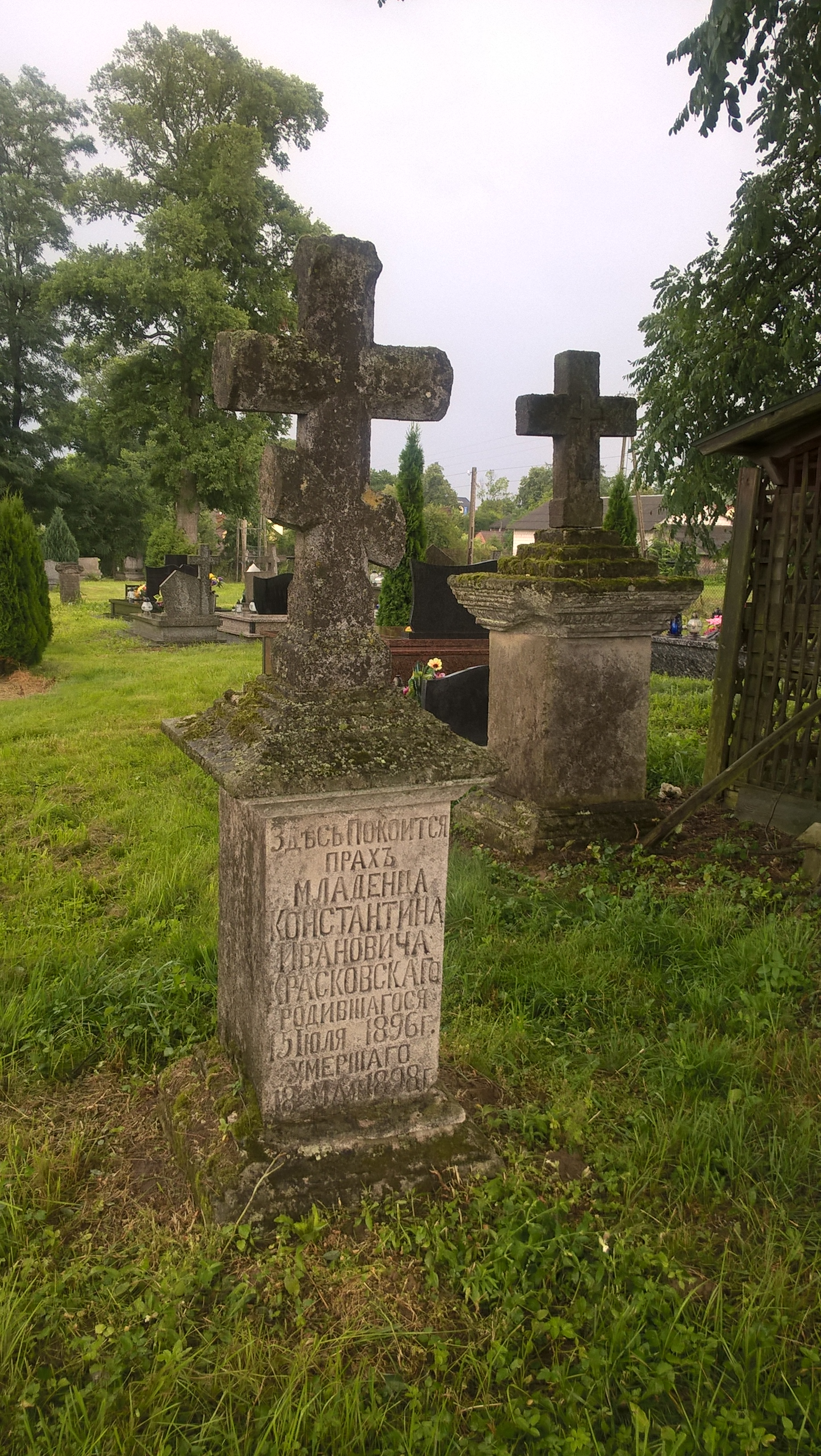
Nagrobek dwuletniego Konstantina Kraskowskiego (zm. 1898)
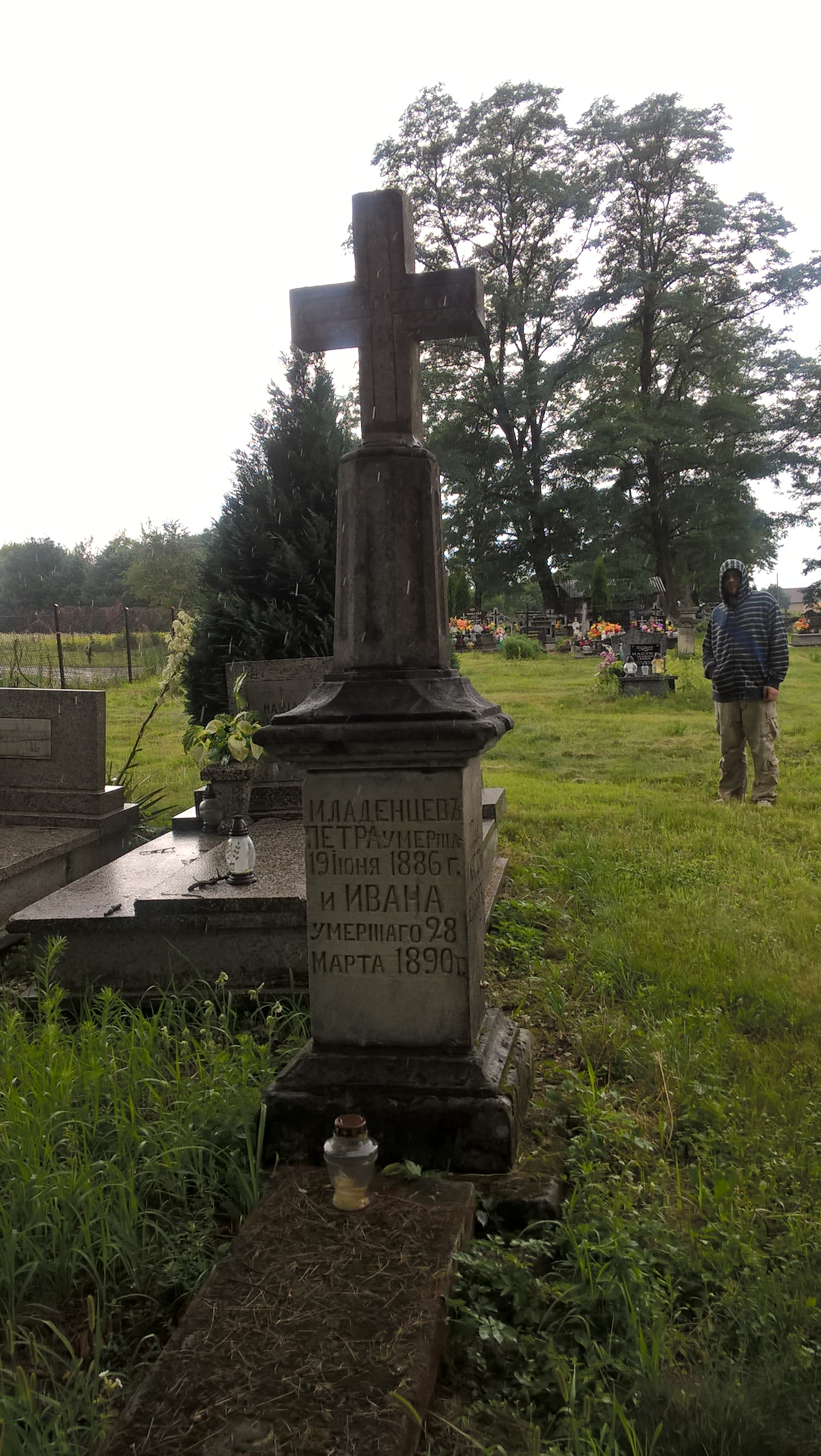
Nagrobek dziecięcy zwieńczony krzyżem łacińskim (przełom XIX/XX w.)
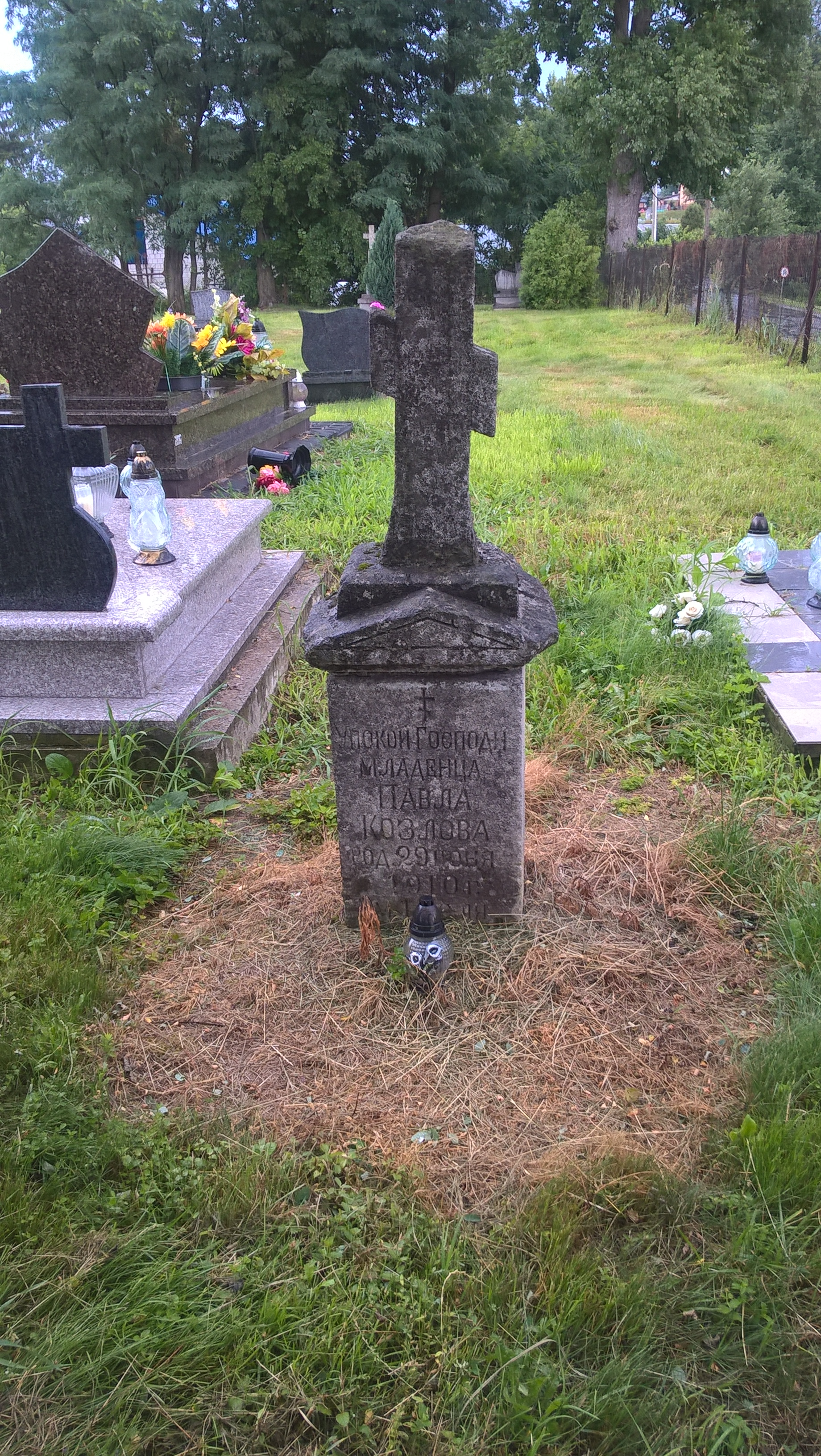
Uszkodzony nagrobek z 1910